# Die Camera (Fürth)

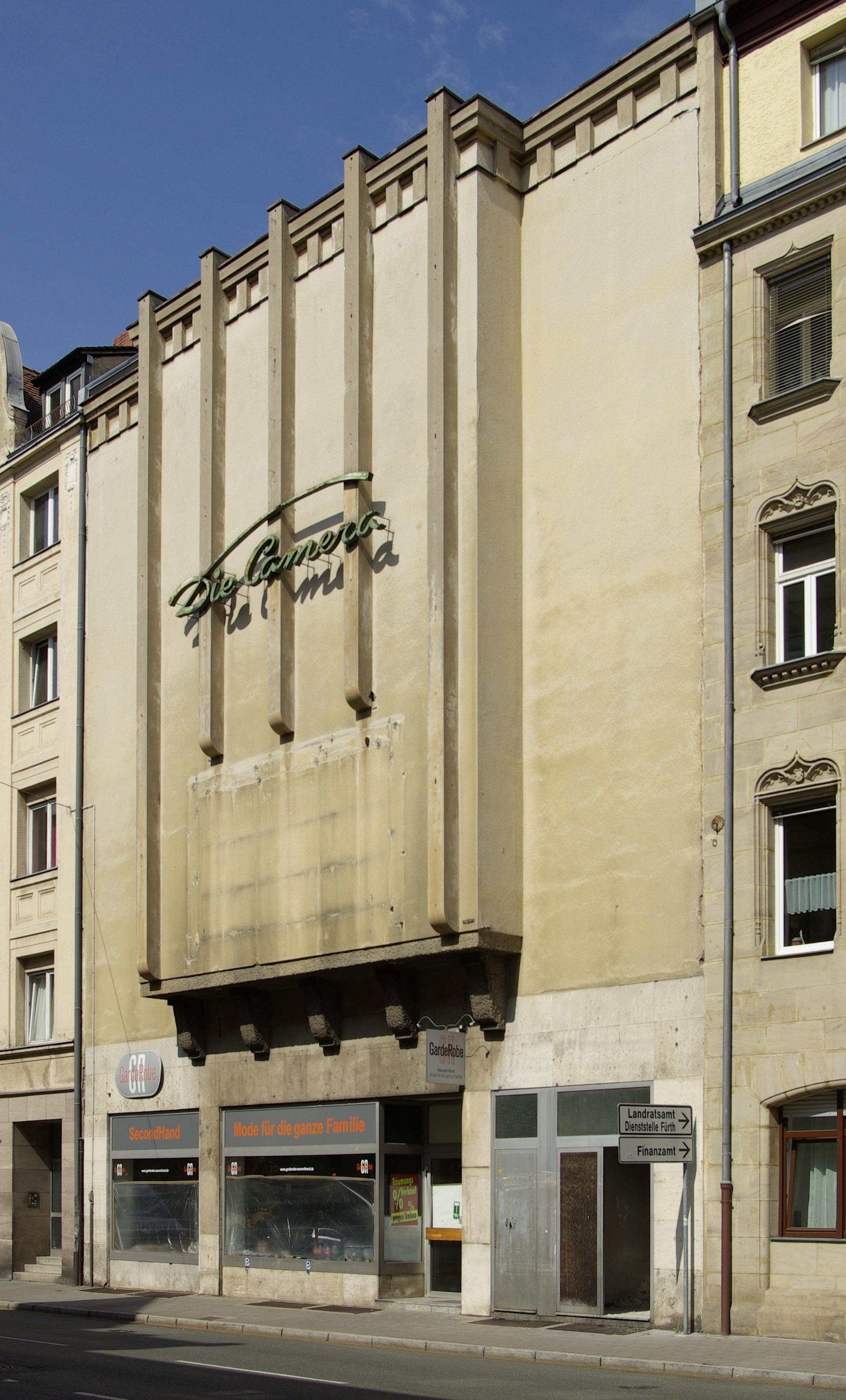
Die Camera, 2014

Die Camera war ein Kino in Fürth. Das später als Musik-Club und Geschäftshaus genutzte Gebäude befindet sich in der Schwabacher Straße 149 in der Fürther Südstadt.

## Geschichte
Das von Grete Leis und Kurt Knösel betrieben Kino Die Camera wurde 1951 eröffnet. Trotz seiner modernen, mit Lichtsäulen gestalteten Fassade nannte sich das Lichtspielhaus „Das intime Theater“. Das imposante Bauwerk aus der Nachkriegszeit fand fälschlicherweise in dem 1998 erschienenen Buch Bauen unterm Hakenkreuz Erwähnung. Der Zuschauerraum verfügte über 482 halbgepolsterte Sitzplätze der Firma Kamlöhner in Bielefeld sowie eine Klimaanlage der Firma Geluna in München. Die Vorführtechnik bestand aus zwei Ernemann-Projektoren VII b und einer Uniphon-Tonanlage. 1954 erfolgte die Aufrüstung auf Cinemascope-Format mit einer 3,5 × 9,5 großen, um 0,6 Meter gekrümmten Leinwand. Das Haus war für alle damals gängigen Breitwandverfahren (bis 2,55:1) sowie 1-Kanal-Lichtton und 4-Kanal-Magnetton (COMMAG) eingerichtet. Nach den erfolgreichen 1950er Jahren verlor das Vorstadtkino im Zuge der Kinokrise immer mehr Zuschauer, so dass es ab 1964 auch als Veranstaltungslokal und Discothek genutzt wurde. Der Kinobetrieb wurde am 31. Mai 1965 eingestellt.
Durch zahlreiche Auftritte von Bands wie The Lords, The Boots oder The Who wurde Die Camera bald als „zweitgrößter Beat-Club nach dem Hamburger Star-Club“ überregional bekannt.

„Bis dahin hatten wir immer gedacht, wir lebten in der tiefsten Provinz, und auf einmal konnten wir unsere Lieblingsbands leibhaftig auf der Bühne sehen und hören.“

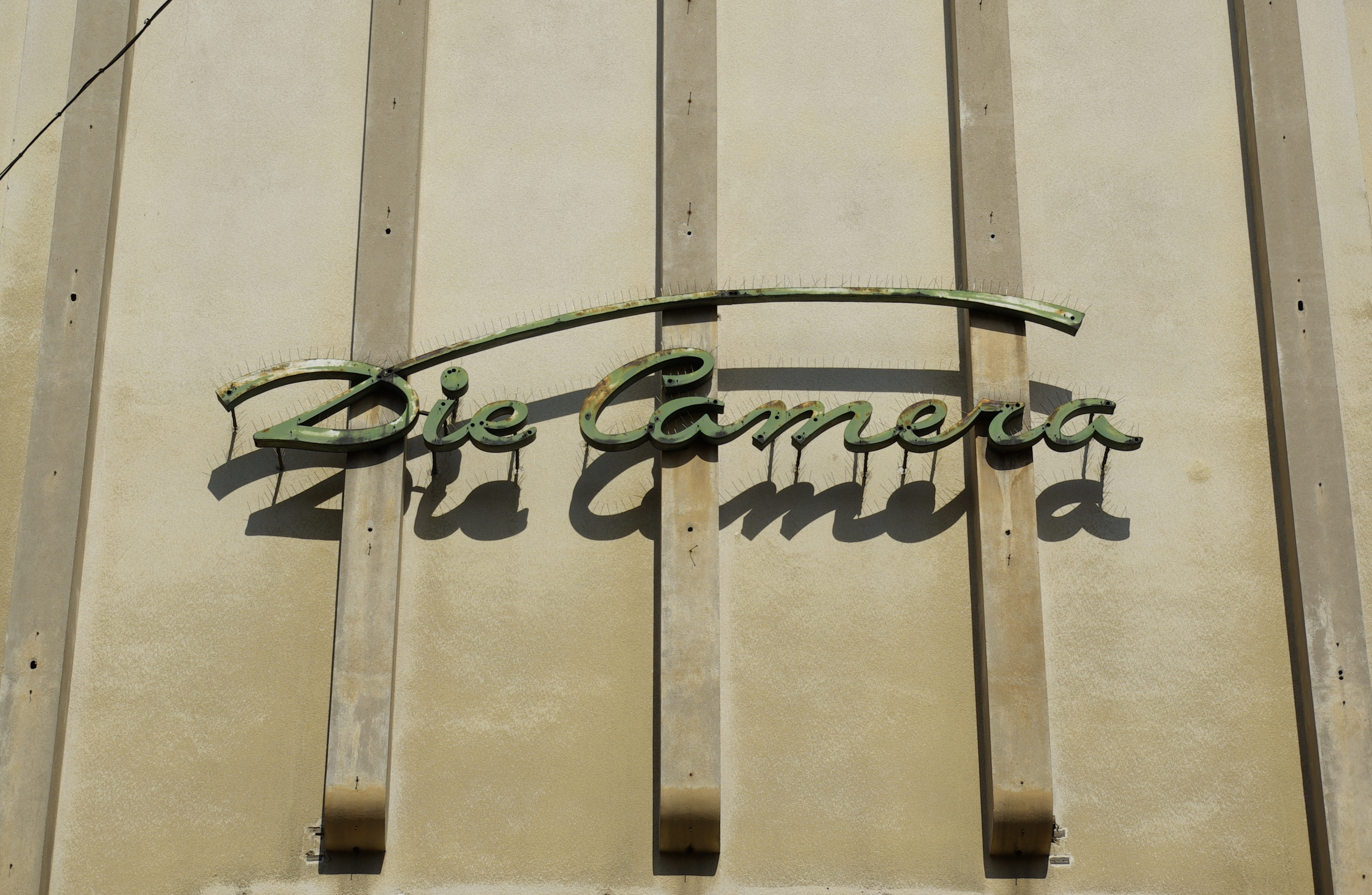
Schriftzug, 2014

1970 schloss auch der Musik-Club. Die Räumlichkeiten wurden fortan unter anderem als Supermarkt und Modegeschäft genutzt. Am 3. März 2014 gaben mehrere Bands, die einst in der Camera auftraten, ein Jubiläumskonzert in der Fürther Stadthalle.
Im April 2018 begannen die Abrissarbeiten des Gebäudes, dass zuletzt leerstand. Alle Versuche, das Gebäude unter Denkmalschutz zu stellen, waren im Vorfeld gescheitert. Der markante Schriftzug an der Außenfassade konnte gerettet werden und soll ggfls. wieder an der neuen Fassade angebracht werden.